# Physodium corymbosum
Physodium corymbosum är en malvaväxtart som beskrevs av Presl. Physodium corymbosum ingår i släktet Physodium och familjen malvaväxter. Inga underarter finns listade i Catalogue of Life.